# Igelösa
Igelösa är kyrkby i Igelösa socken och småort i Lunds kommun nära gränsen till Eslövs kommun. 
Igelösa kyrka ligger kvar.

## Historia
Byn grundades på 1100-talet. En föregångare till Svenstorps slott låg troligen tidigare vid kyrkan. Den danska armén passerade Igelösa innan slaget vid Lund.
1924 hittade kyrkvaktmästare ett stort fynd av silvermynt när han skulle gräva en grav. De flesta av de över 2000 mynten har anglosaxiskt ursprung och är från vikingatiden.